# Тадеуш Сулімірський
Тадеуш Сулімірський (пол. Tadeusz Józef Marian Sulimirski, *1 квітня 1898 р., с. Кобилани, Підкарпатське воєводство — †20 квітня 1983 р., Лондон) — польський археолог, доцент Львівського і професор (з 1936 р.) Краківського університетів; доктор права і доктор філософії, історик, почесний доктор Ягеллонського університету і ректор польського університету за кордоном в м. Лондоні.

## Життєпис
Він був сином Віта Сулімірського, гербу «Любич» (*10.10.1874-†11.04.1943) та Октавії Пешинської, гербу «Холева» (*22.03.1877-†8.04.1959).
Служив у 9-му полку Малопольських уланів Війська Польського, брав участь у Польсько-радянській війні 1920 р.. 2 січня 1932 року був підвищений до звання поручика резервної кавалерії польської армії. У 1934 році він став офіцером запасу 2-го танкового полку в Журавиці, ротмістром.
Вищу освіту здобув у Львівському університеті.
За роботу з передісторії (доісторичної доби) та антропології у Львівському університеті отримав ступінь доктора права і доктора філософії. Був співробітником Комісії антропології і передісторії Польської академії знань. У 1933—1936 роках був викладачем у Львівському університеті.
У 1929 р. та пізніше сприяв наповненню фондів Волинського краєзнавчого музею.
Є видатним дослідником бронзової та залізної доби Галичини (відомі праці):
- (пол.) Kultura wysocka, 1931;
- (пол.) Scytowie na zachodnim Podolu, 1936

та ін..
У 1936 р. переїхав до Кракова, де став професором доісторичної археології Ягеллонського університету.
У 1939 р. через події Другої світової війни емігрував у Лондон.
У 1941 р. став у Великій Британії генеральним секретарем Міністерства освіти польського уряду у екзилі.
У 1940—1942 рр. був редактором «Західно-слов'янського бюлетеня» (пол. Biuletyn Zachodnio-Słowiański).
Від 1958 р. — професор археології Центральної та Східної Європи в Інституті археології Лондонського університету.
У 1952—1965 рр. читав лекції та вів семінари в багатьох європейських країнах.
У 1968—1969 рр. читав лекції та вів семінари в університетах США.
Був дописувачем статей в міжнародні журнали та мав енциклопедичну роботу, написав шерег публікацій з доісторичної доби Центральної та Східної Європи.
Найбільшу популярність він отримав від дослідження сарматів (відома праця):
- (англ.) The Sarmatians (vol. 73 in series «Ancient People and Places») London: Thames & Hudson, 1970.

Був членом
- Польського наукового товариства у Львові[1];
- Лондонського товариства антикварів[en],
- Королівського антропологічного інституту Великої Британії та Ірландії,
- Польського товариства археології та нумізматики,
- Лондонської-Кембриджського товариства передісторії[3].

## Родина
5 лютого 1921 р. він уклав шлюб з Ольгою Лепковською гербу «Домброва» (*30.04.1899-†14.02.1997). Від цього шлюбу мав п'ятеро дітей:
- Філіція Октавія (*1921-†2008),
- Марія (*1923-†2007),
- Вітольд (*1933-†10.02.2016),
- Кароль Ян (*1936) і
- Єжи Гвальберт (*1937).

## Нагороди
1. Хрест Хоробрих[1];
2. Хрест Хоробрих[1].

## Праці
- Сарматы. Древний народ юга России / Пер. с англ. Т. В. Китаиной (The Sarmatians). Серия «Загадки древних цивилизаций» — М.: изд. ЗАО «Центрполиграф», 2008—191 с. — ISBN 978-5-9524-3712-8, 978-5-9524-3002-0 (рос.)
- Kurhany komarowskie, Stanisławów, 1939. (пол.)
- The Sarmatians (vol. 73 in series «Ancient People and Places») London: Thames & Hudson, 1970. (przetłumaczono na polski i wydano jako Sarmaci w 1979 przez PIW w serii Rodowody Cywilizacji). (англ.) (пол.)
- Kultura wysocka, 1931, (пол.)
- Polska przedhistoryczna, vol. 1 (1955), vol. 2 (1959) — on Prehistoric Poland.